# Västergötlands runinskrifter 95
Vg 95 är en medeltida (slutet av 100-talet) kistformig gravhäll av sandsten i Ugglums kyrkogård, Ugglums socken och Falköpings kommun.

## Inskriften
Translitterering av runraden:
rehinmoþ : læt · gæra : hualf : ifir · gunnar : æsbeorna͡r · so͡n : ¶ {HARALDVS : ME : FECIT : MAHISTER ¶ REGINMOT · LET · GERA · HVALF :¶ IFIR : GVNNAR : ESBEORNAR : SON}
Normalisering till latin:
ʀeginmoð let gæra hvalf yfiʀ Gunnar Æsbiarnaʀ sun. {Haraldus me fecit magister. Reginmoð let gæra hvalf yfiʀ Gunnar Æsbiarnaʀ sun.}
Översättning till nusvenska:
Reginmod lät göra denna gravvård över Gunnar, Åsbjörns son.
Reginmod skriven som reinmod finns på DR 364. Reginmod kan vara kvinnonamn eller mansnamn. Mäster Harald har också signerat Vg 88 och Vg 165.